# Brachygobius aggregatus
Brachygobius aggregatus – gatunek ryby z rodziny babkowatych. Bywa hodowana w akwariach.

## Występowanie
Zamieszkuje Filipiny, Malezję, Indonezję, Kambodżę i Tajlandię, gdzie żyje w wodach słodkich lub słonawych w strefie przydennej. Zamieszkuje wody płytkie wolno płynących strumieni, kanały, rowy. Spotykana w estuariach rzek.

## Charakterystyka
Ciało cylindryczne, w tylnej części nieco spłaszczone. Na ciele widoczne są cztery szerokie, ciemne, poprzeczne pasy. Posiada dwie płetwy grzbietowe, z których pierwsza zbudowana jest z promieni twardych, druga natomiast z promieni miękkich.
Na tułowiu brak jest linii bocznej, liczba łusek umiejscowionych wzdłuż ciała wynosi 22–26. Są tak małe, że oglądać je można dopiero pod lupą. Płetwy jasne, z wyjątkiem nasady pierwszej płetwy grzbietowej, która jest w kolorze czarnym. W płetwie odbytowej znajduje się jeden promień twardy i 6 promieni miękkich. Zrośnięte płetwy brzuszne pozwalają rybom na uczepianie się dna w strumieniach, zapobiegając w ten sposób ich porwaniu przez nurt wody.
Osiągają do 4,5 cm długości.

## Dymorfizm płciowy
Samiec mniejszy i szczuplejszy, głowa lekko zwężona. Pierwszy poprzeczny pasek u nasady jego głowy jest żółtawą plamą. Tę część samica ma ciemniejszą. W okresie tarła jaśniejszy pas, jak i pozostałe zmieniają się na kolor szaropomarańczowy. Samica większa, w partii brzusznej zaokrąglona, głowa duża, większa niż u samców.

## Warunki hodowlane
W akwarium wskazane jest trzymanie tego gatunku w gromadce, gdzie samce wyznaczają swoje terytorium. Należy zapewnić wodę lekko słonawą, w zbyt słodkiej ryby zapadają na choroby powodowane przez pierwotniaki.